# Serpentine Dam, Tasmanien
Serpentine Dam är en dammbyggnad i Australien. Den ligger i kommunen Derwent Valley och delstaten Tasmanien. 